# The Finest
The Finest es un álbum recopitario de Fine Young Cannibals, lanzado por MCA Records. La carátula del álbum fue diseñada por Anton Corbijn.

## Lista de canciones
| N.º | Título                                                | Duración |  |
| 1.  | «She Drives Me Crazy»                                 | 3:36     |  |
| 2.  | «The Flame»                                           | 3:51     |  |
| 3.  | «Johnny Come Home»                                    | 3:36     |  |
| 4.  | «Good Thing»                                          | 3:22     |  |
| 5.  | «Suspicious Minds»                                    | 3:58     |  |
| 6.  | «Blue»                                                | 3:32     |  |
| 7.  | «Ever Fallen In Love (With Someone You Shouldn't've)» | 3:54     |  |
| 8.  | «Don't Look Back»                                     | 3:40     |  |
| 9.  | «Tell Me What»                                        | 2:47     |  |
| 10. | «I'm Not The Man I Used To Be»                        | 4:19     |  |
| 11. | «Couldn't Care More»                                  | 3:31     |  |
| 12. | «Funny How Love Is»                                   | 3:30     |  |
| 13. | «Take What I Can Get»                                 | 4:15     |  |
| 14. | «Since You've Been Gone»                              | 3:40     |  |